# East Windsor Hill Historic District

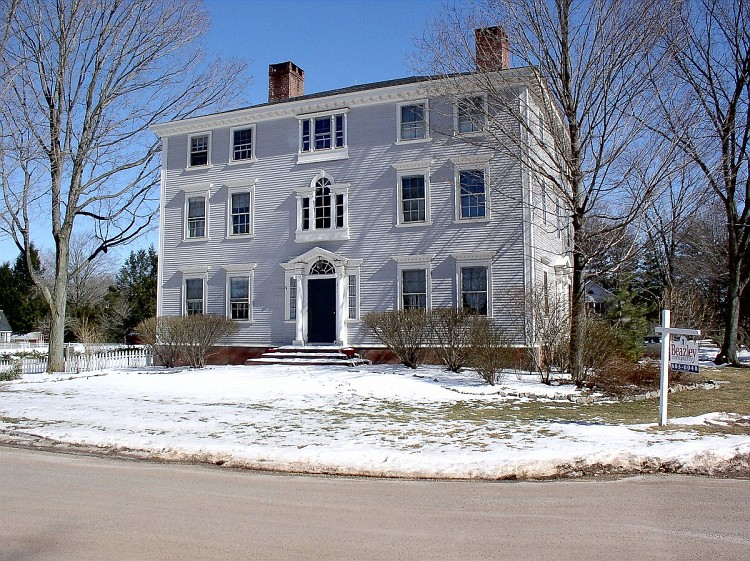
La casa di John Watson del 1788

East Windsor Hill Historic District è un quartiere storico nato nel 1633, situato nell'angolo nord-occidentale della città di South Windsor, Connecticut. È stato inserito nel National Register of Historic Places nel 1986. Il distretto corre lungo entrambi i lati di Main Street dal fiume Scantic a sud fino al cimitero di Edwards. Il distretto comprende anche aree ad ovest di Main Street fino al fiume Connecticut, comprese le proprietà lungo Ferry Lane. Il quartiere si trova direttamente a nord di un altro quartiere storico, Windsor Farms Historic District. Il quartiere comprende un quartiere ben conservato in gran parte edifici popolari vernacolari eretti tra circa 1700 e 1860.

## Descrizione e storia
L'area di East Windsor Hill fu colonizzata nel 1638 da famiglie di Windsor, appena oltre il fiume Connecticut a ovest. Le due comunità furono unite dal primo servizio di traghetti che attraversava quel fiume, fondato nel 1648 da John Bissell. L'estremità orientale del traghetto si trovava all'estremità occidentale di Ferry Lane, a breve distanza a sud della foce del fiume Scantic, e comprende una taverna superstite risalente al 1750 circa. Di carattere prevalentemente agricolo, il villaggio ricevette un impulso nel 1830, quando qui fu fondato l'Istituto teologico teologicamente conservatore del Connecticut. Anche se nessuno dei suoi edifici accademici sopravvive, le case delle persone collegate all'istituzione esistono ancora.
L'architettura del villaggio di East Windsor Hill è varia e rappresenta oltre 150 anni di architettura domestica in gran parte vernacolare. Diverse case furono costruite in alto Stile Federale, tipicamente per i commercianti che commerciavano nei prodotti agricoli della zona. Un certo numero di costruttori ben noti a livello locale costruirono case nel villaggio e ci sono molti ottimi esempi di elaborati contorni di porte intagliate per le quali la valle del fiume Connecticut è famosa. Probabilmente il miglior esempio di architettura neogreca nel distretto è la casa in stile alto del 1835 di Bennett Tyler, il primo presidente dell'Istituto Teologico.